# Second Name – Dein Name sei Tod
Second Name – Dein Name sei Tod (Originaltitel: El segundo nombre) ist ein spanischer Thriller aus dem Jahr 2002. Er basiert auf John Ramsey Campbells Roman Pact of the Fathers. Die IMDb führt den Film unter dem Titel Pakt des Blutes.

## Handlung
Daniella Logan ist eine junge Biologin aus einer reichen Familie. Kurz vor ihrem Geburtstag begeht ihr Vater Theodore jedoch aus unbekannten Gründen Suizid. Die besucht ihre Mutter in einer psychiatrischen Klinik. Auf die Todesnachricht reagiert sie stark und spricht ihre Tochter als Josephine an. In den nächsten Tagen wird Daniella von einem Mann mit Brandnarben im Gesicht verfolgt, den sie als Toby Harris identifiziert. Dann wird das Grab ihres Vaters geschändet und seine Leiche gestohlen.
Da der Polizeiinspektor Potts kein Interesse an diesem Vorfall zeigt, beginnt Daniella selbst zu ermitteln. Eine Notiz zeigt, dass ihr Vater sich mit Harris getroffen hat. Sie verschafft sich Zugang zu Harris’ Wohnung, wo sie Fotos von sich selbst entdeckt. Außerdem findet sie mit alten Zeitungsberichten heraus, dass Harris jahrelang im Gefängnis saß, weil er seine Frau tötete und seine Wohnung in Brand setzte, wobei ein Baby spurlos verschwand.
Während Danielle von Harris eine Kassette mit einem Kinderlied erhält, wird Theodores Leiche auf einer Mülldeponie gefunden. Die Leiche war in kniender Position und mit einem Holzpfahl durchbohrt. Nach der Obduktion und Einäscherung zeigt sich Potts immer noch lustlos. Er meint, dass Harris ein Alibi habe. Daniella geht zu Harris, der im Tierheim arbeitet. Dieser behauptet plötzlich, dass er Daniellas wirklicher Vater sei. Seine Frau habe das Baby 1976 an die Logans verkauft. Als Beweis gibt er Danielle eine Brosche, die diese tatsächlich auf alten Fotos ihrer Mutter wiedererkennt.

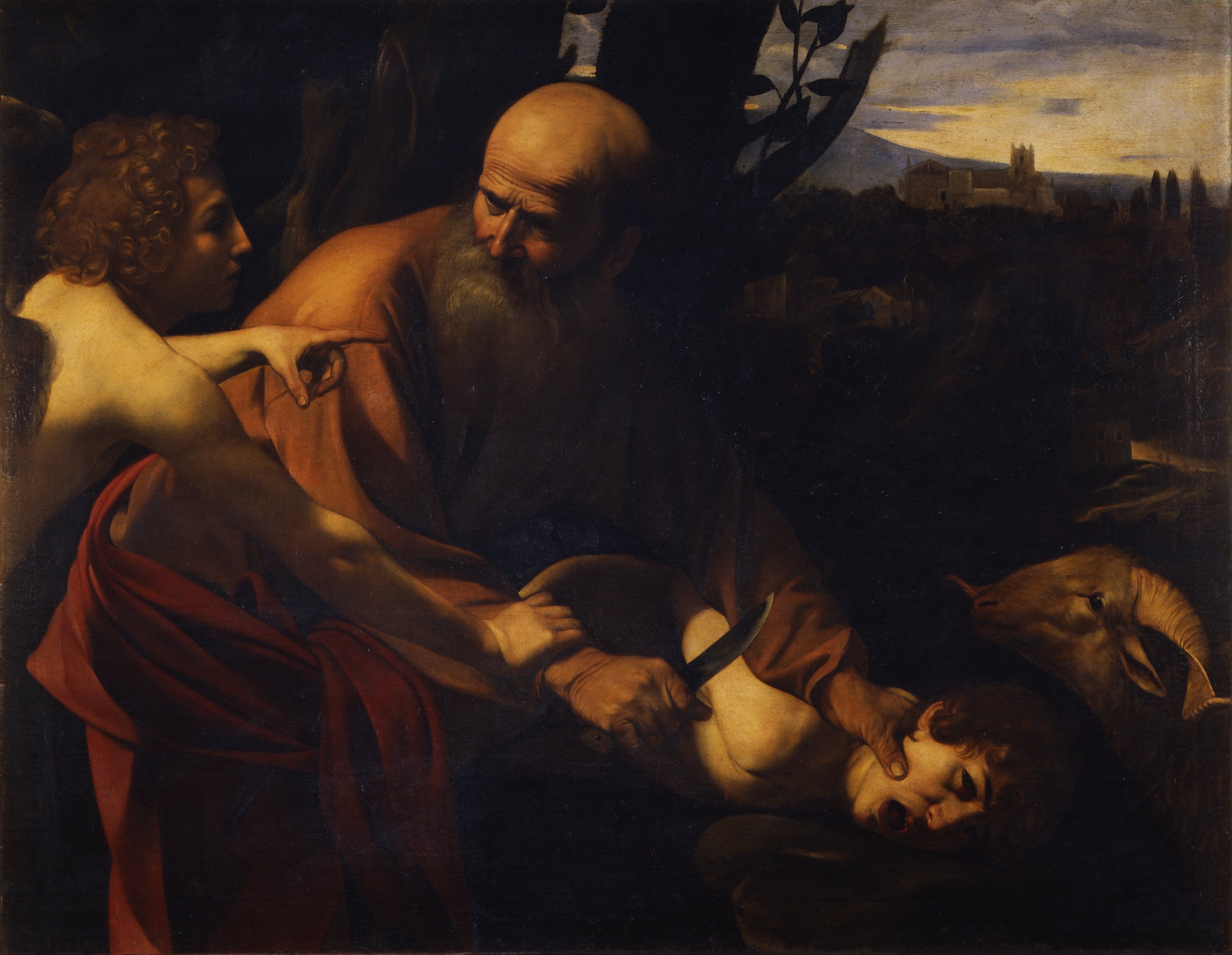
Caravaggio: Die Opferung Isaaks

Daniella wird außerdem vom Priester Elias angesprochen. Er erkennt in der Inszenierung von Theodores Leiche einen Bezug zur alten Sekte der Abrahamiten. Diese beziehen sich darauf, dass Abraham seinen Sohn Isaak geopfert hat. Caravaggios Gemälde dieser biblischen Geschichte sieht Elias als Beleg dafür, dass der Engel Abraham nicht von seiner Tat abgehalten, sondern ihn dazu ermutigt habe. Daher opfern Abrahamiten auch ihr erstgeborenes Kind und geben ihren zweiten Vornamen an die Nachfahren weiter. Da Theodors zweiter Vorname Joseph lautet, versteht Daniella nun, warum ihre Mutter den Namen Josephine aussprach.
Sie geht wieder zu ihrer Mutter in die Psychiatrie und fordert Erklärungen von ihr. Sie gibt ihr auch die Brosche. Doch die Mutter nutzt einen Moment, in dem die anderen abgelenkt hat, um sich selbst zu töten. Nach dem Schock wird Daniella selbst in der Klinik versorgt. Eine andere Patientin, die Russisch versteht, deutet eine Inschrift unter dem einzigen Baum im Garten der Logans als Text des Kinderlieds, das auch Harris und Elias schon erwähnt haben. Daraufhin schleicht sich Danielle aus der Klinik nach Hause. Dort findet sie unter dem Baum einen kleinen Sarg mit dem Namen Josephine und der Jahreszahl 1976.
Zum Geburtstag erhält Daniella einen Strauß roter Rosen, wie ihr Vater ihn ihr immer schenkte. Dazu gibt es eine Videokassette mit den letzten Worten ihres Vaters. Er erklärt Daniella, dass er und seine Frau Abrahamiten seien. Das erste Baby starb jedoch kurz vor der Geburt und konnte nicht geopfert werden. Daraufhin kauften sie das Harris-Mädchen und töteten sie, um das abrahamitische Opfer-Ritual zu erfüllen. Daniella durfte als vermeintlich Zweitgeborene überleben. Doch Harris tauchte nach seiner Entlassung aus Gefängnis aus, um Daniella, die er für seine Tochter hält, abzuholen. Um das Geheimnis zu wahren, nahm sich Theodore das Leben.
Nachdem Daniella das Video gesehen hat, bekommt sie jedoch noch einen Hinweis auf Simon Hastings, den Geschäftspartner ihres Vaters und Vater von Daniellas bester Freundin Chrysteen. Diese Familie gehört ebenfalls zur Sekte. Chrysteen hat gerade selbst einen Sohn zur Welt gebracht. Daniella erfährt, dass sie selbst als „Beleidigung Gottes“ sterilisiert wurde. Sie versucht vergeblich, Chrysteens Baby zu retten, aber es ist schon als Erstgeborener geopfert. Mit der Leiche auf dem Arm steht jedoch plötzlich Daniellas als angebliche Mörderin da. Sie wird nun selbst in die Psychiatrie eingewiesen. Harris besucht sie dort und kümmert sich um sie.

## Rezeption
Der Filmdienst beschreibt den Film als „verhalten, aber atmosphärisch dicht inszenierte[n], letztlich wenig überzeugende[n] Horrorthriller, der seine Charaktere nur oberflächlich entwickelt. Immerhin gelingt eine stimmungsvolle Fingerübung über das Eindringen des Grauens in die beschauliche Alltagswelt.“